# Charles Osborne (escritor)
Charles Thomas Osborne (Brisbane, Austrália, 24 de novembro de 1927 – 23 de setembro de 2017) foi um jornalista, crítico musical, poeta e novelista australiano, tido como grande autoridade em ópera. Foi editor assistente do The London Magazine entre 1958 e 1966, diretor de literatura do Concelho de Artes da Grã-Bretanha entre 1971 e 1986 e chefe de críticas de teatro do jornal londrino Daily Telegraph de 1986 a 1991. É o único autor a quem a herança de Agatha Christie permite produzir obras adaptadas em seu nome. Pertence à Ordem da Estrela da Solidariedade Italiana pela sua destacada contribuição para as obras de Verdi.

## Obra parcial

### Geral
- Kafka, 1967
- Swansong (poesia) 1968
- The Opera House Album, 1979
- W. H. Auden: The Life of a Poet, 1980
- Letter to W. H. Auden and Other Poems, 1984
- Giving it Away (memórias), 1986
- Black Coffee (adaptação da obra teatral de Agatha Christie), 1998
- The Life and Crimes of Agatha Christie, 2000
- Murder In Three Stages (adaptação da obra teatral de Agatha Christie), 2007
- Spider's Web (adaptação da obra teatral de Agatha Christie), 2008
- The Unexpected Guest (adaptação da obra teatral de Agatha Christie), 2008

### Música
- The Complete Operas of Verdi, 1969
- Wagner and his World, 1977
- The Complete Operas of Puccini, 1981
- How to Enjoy Opera, 1982
- The Dictionary of Opera, 1983
- The Complete Operas of Wagner, 1990
- The Complete Operas of Strauss, 1992
- The Complete Operas of Mozart, 1992
- The Opera Lover's Companion, 2004